# Рустенбург
Ру́стенбург (англ. Rustenburg, афр. Rustenburg — місце відпочинку) — місто в районі Боджанала-Платинум Північно-Західної провінції ПАР, біля підніжжя гірського хребта Магалісберг. Засноване в 1851 році. Населення 395,5 тисяч осіб (у межах муніципалітету) за переписом 2001 року (найбільше місто провінції).
Поруч з Рустенбургом розташовані два заводи зі збагачення платини компанії Precious Metal Refiners, які оброблюють близько 70 % світової платини. В районі міста плантації цитрусових, тютюну, бавовнику.
У передмісті Рустенбурга Пхокенгу розташований стадіон «Роял Бафокенг», який приймав матчі Чемпіонату світу з футболу 2010.

## Клімат
Місто знаходиться у зоні, котра характеризується вологим субтропічним кліматом. Найтепліший місяць — січень із середньою температурою 23.1 °C (73.6 °F). Найхолодніший місяць — червень, із середньою температурою 11.2 °С (52.2 °F).
| Клімат Рустенбурга      | Клімат Рустенбурга | Клімат Рустенбурга | Клімат Рустенбурга | Клімат Рустенбурга | Клімат Рустенбурга | Клімат Рустенбурга | Клімат Рустенбурга | Клімат Рустенбурга | Клімат Рустенбурга | Клімат Рустенбурга | Клімат Рустенбурга | Клімат Рустенбурга | Клімат Рустенбурга |
| Показник                | Січ.               | Лют.               | Бер.               | Квіт.              | Трав.              | Черв.              | Лип.               | Серп.              | Вер.               | Жовт.              | Лист.              | Груд.              | Рік                |
| Середній максимум, °C   | 29,8               | 29                 | 27,9               | 25,1               | 23                 | 20                 | 20,5               | 23,4               | 26,7               | 28,1               | 28,8               | 29,5               | 26                 |
| Середня температура, °C | 23,1               | 22,5               | 21                 | 17,8               | 14,3               | 11,2               | 11,3               | 13,9               | 18                 | 20,2               | 21,5               | 22,5               | 18,1               |
| Середній мінімум, °C    | 16,8               | 16,3               | 14,6               | 10,7               | 6,1                | 2,5                | 2,1                | 4,9                | 9,3                | 12,6               | 14,6               | 15,8               | 10,5               |
| Норма опадів, мм        | 136.5              | 92.3               | 79                 | 62.2               | 13.1               | 7.3                | 2.7                | 7                  | 20.6               | 55.7               | 88.7               | 110.3              | 675.4              |
| Днів з опадами          | 13,4               | 10,1               | 10,1               | 7                  | 2,4                | 1,5                | 0,7                | 1,6                | 2,9                | 8                  | 11,3               | 12,5               | 81,5               |
| Вологість повітря, %    | 62.2               | 64.6               | 64.8               | 64.5               | 58.1               | 55                 | 51.9               | 47.6               | 45.9               | 51.1               | 57.6               | 59.7               | 56.9               |
| ----------------------- | ------------------ | ------------------ | ------------------ | ------------------ | ------------------ | ------------------ | ------------------ | ------------------ | ------------------ | ------------------ | ------------------ | ------------------ | ------------------ |
| Джерело: Weatherbase    |                    |                    |                    |                    |                    |                    |                    |                    |                    |                    |                    |                    |                    |